# Joan Brudieu
Joan Brudieu (prononciation : [ʒuˈan bɾuðiˈew]), né en 1520 dans le diocèse de Limoges et mort en 1591 à La Seu d'Urgell, est un compositeur espagnol et catalan qui a passé la plus grande partie de sa vie en Catalogne.

## Biographie
À partir de 1539, il est chantre à la cathédrale Sainte-Marie d'Urgell, où il est ordonné prêtre en 1546. En 1548, il est nommé maître de chant à vie. En 1550, il voyage en France pour acheter des instruments de musique destinés à la cathédrale. En 1577, il se retire à Balaguer (Rafael Coma prend sa suite comme maître de chant), mais après un an, il est nommé maître de chapelle à la basilique Sainte-Marie-de-la-Mer de Barcelone, mais quitte ce poste peu après, semble-t-il en raison de problèmes de santé. 
Il est l'auteur d'un requiem et de nombreux madrigaux en catalan (certains sur des textes d'Ausiàs March) et en espagnol, qui traduisent l'influence des ensaladas de Mateo Flecha. Ses œuvres ont été rééditées aux XXe et XXIe siècles (l'ensemble de ses œuvres dans une édition critique dirigée par F. Pedrell et H. Anglès en 1921, les Goigs de Nostra Dona en 1998, et ses madrigaux dans une édition en trois volumes dirigée par T. Quetgles-Pons en 2001-2002).
Un festival de musique qui porte son nom se tient chaque année à La Seu d'Urgell depuis 2011. Une rue de La Seu d'Urgell porte son nom. 

## Discographie
- La Justa. Madrigals and Ensaladas from 16th century Catalonia, La Colombina - Josep Benet, 1994, Accent 94103 réédité Accent 10103
- Cant d'amor: Madrigals de Joan Brudieu, Carles Magraner, Capella de Ministrers, Tabalet Estudis, València, 1997
- Fantasiant. Música y Poesia per a Ausiàs March, livre et CD, Carles Magraner, Capella de Ministrers, Licanus, 2009.